# Centrale aux Outardes-2
La Centrale aux Outardes-2 est une centrale hydroélectrique et un barrage érigés sur la rivière aux Outardes par Hydro-Québec, à Pointe-aux-Outardes, sur la Côte-Nord, au Québec. Cette centrale, d'une puissance installée de 523 MW, a été mise en service en 1978 dans le cadre du projet Manic-Outardes.
La centrale a été construite à l'embouchure de la rivière aux Outardes sur le site où était établie une usine de production de 61 MW de la Quebec North Shore Paper Company depuis 1937. Les travaux ont commencé dans les années 1960, puis interrompus en 1968 en raison de la signature du contrat d'achat d'électricité de la centrale de Churchill Falls. Les travaux de construction ont été relancés en 1975 en vue d'une mise en service en 1978.